# Abadía de Montecasino
La abadía de Montecasino (en italiano, Abbazia di Montecassino) es una abadía benedictina situada en la cima de una colina del Valle Latino, a unos 130 km al sur de Roma; una milla al oeste de la ciudad de Cassino (la Casinum romana había estado en la colina) y a unos 520 metros de altitud. Está en el sur de la región italiana del Lacio. Es célebre por ser el lugar donde San Benito de Nursia estableció su primer monasterio, origen de la orden benedictina, alrededor del año 529, y por ser el lugar de varias batallas hacia el final de la Segunda Guerra Mundial. Eclesiásticamente la abadía constituye una circunscripción denominada abadía territorial de Montecasino.
En 2016, la abadía fue incluida en el bien serial «Paisaje cultural de los asentamientos benedictinos en la Italia medieval», recogido por Italia en su Lista Indicativa, paso previo a ser declarado patrimonio de la Humanidad.

## Historia

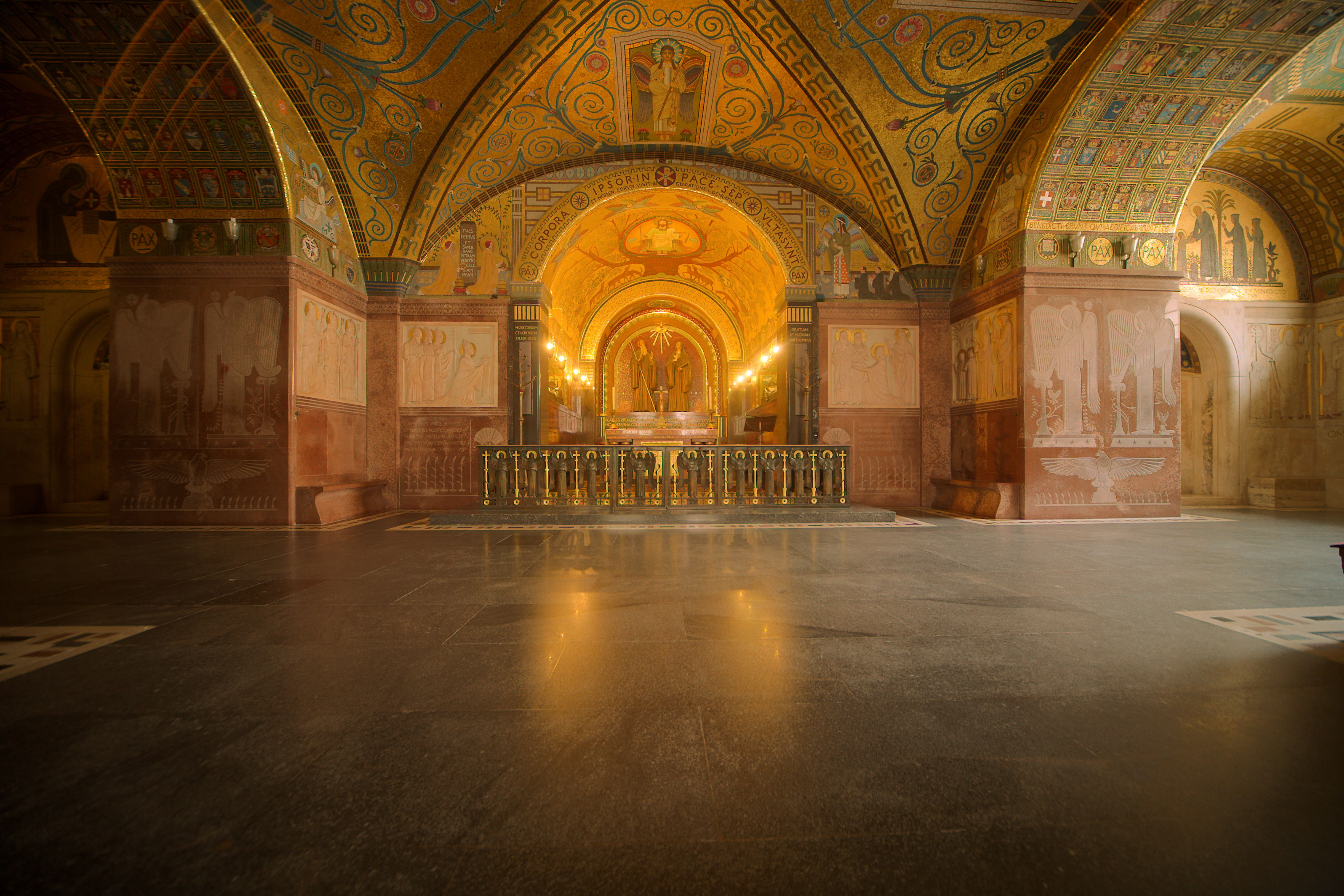
Cripta.

Como ocurría a menudo con las primeras instituciones cristianas, el monasterio fue emplazado en una antigua construcción pagana, un templo de Apolo que coronaba la colina, rodeada por un muro fortificado por encima de la pequeña ciudad de Cassino, aún en gran parte no cristiana por aquel entonces, y que había sido asolada hacía poco por los godos. San Benito resolvió a dedicar el lugar a Juan el Bautista, y una vez que se estableció allí, jamás lo abandonó. En Montecassino escribió la Regla de San Benito, la cual se convirtió en el principio fundador para la práctica monástica en Occidente. En Montecassino recibió la visita de Totila, rey de los ostrogodos, en el año 547, y allí murió.
Montecassino se convirtió en un modelo para futuros desarrollos. Desafortunadamente, por su ubicación protegida ha sido siempre un importante lugar estratégico. Fue saqueada o destruida varias veces. En el año 577 los lombardos saquearon la abadía y los monjes supervivientes huyeron a Roma, donde permanecieron durante más de un siglo. Durante este tiempo el cuerpo de San Benito fue trasladado a Fleury, el actual Saint-Benoit-sur-Loire cercano a Orleans, Francia. Un periodo floreciente de Montecassino siguió a su restablecimiento en el año 718, cuando entre los monjes estuvieron Carlomán, hijo de Carlos Martel; Ratgiso, antecesor del gran duque lombardo y rey Astolfo; y Pablo el Diácono, el historiador de los lombardos. 
En 744, una donación de Gisulf II de Benevento creó la Terra Sancti Benedicti (la tierra del Santo Benito), las tierras seculares de juriscción de la abadía, las cuales estaban sujetas al abad y a nadie más salvo el papa. De este modo, el monasterio se convirtió en la capital de un Estado que comprendía una región compacta y estratégica entre el lombardo principado de Benevento y las ciudades de la costa, los ducados de Nápoles, Gaeta y Amalfi, todos ellos aparecidos como provincias (temas) de origen bizantino. En el año 883 los sarracenos saquearon e incendiaron la abadía. Entre los grandes historiadores que trabajaron en el monasterio, en este período, están Erchemperto, autor de la Historia Langobardorum Beneventanorum, la cual es una crónica fundamental del Mezzogiorno del siglo noveno.

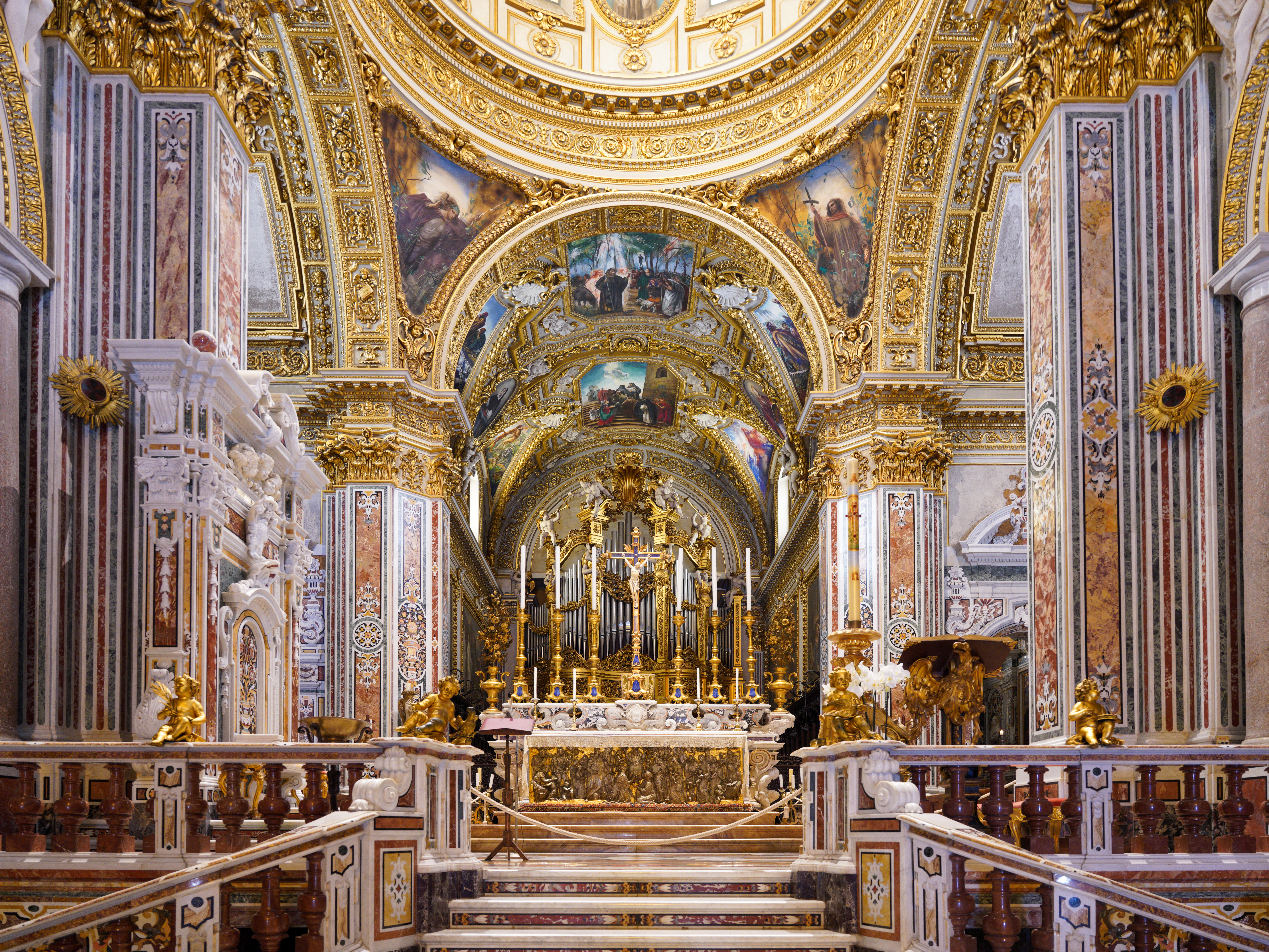
Altar de la basílica.

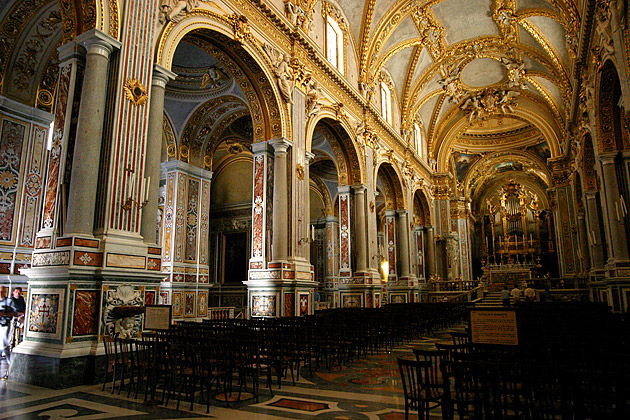
Nave

Fue reconstruida y alcanzó la cumbre de su fama en el siglo XI bajo el abad Desiderius (abad desde 1058 hasta 1087), quien después se convertiría en el papa Víctor III. El número de monjes ascendió hasta alrededor de 200, y la biblioteca, los manuscritos producidos en el scriptorium y la escuela de ilustradores de manuscritos se hicieron famosos en todo Occidente. La escritura única del Benevento floreció aquí durante el mandato del abad Desiderius. Los edificios del monasterio fueron reconstruidos en una escala de gran magnificencia, trayendo artistas desde Amalfi, Lombardía e incluso desde Constantinopla, para supervisar las variadas obras. La iglesia de la abadía, reconstruida y decorada con sumo esplendor, fue consagrada en 1071 por el papa Alejandro II. Existe un relato de la abadía en estas fechas en la Chronica monasterii Cassinensis, por Leo de Ostia y Amatus de Montecassino, que nos da la mejor fuente de los primeros normandos en el sur. 
El más célebre alumno en el Monasterio fue Santo Tomás de Aquino, doctor de la Iglesia y autor de la Summa Theologica, que es la obra cumbre de la teología medieval y ha constituido un referente para la teología católica posterior.
Un terremoto dañó la abadía en 1349, y aunque el lugar fue reconstruido, este hecho marcó el comienzo de un largo período de deterioro. En 1321, el papa Juan XXII hizo de la iglesia de Montecassino una catedral, y la independencia del monasterio de las intervenciones episcopales, cuidadosamente mantenida, llegó a su final. En 1505 el monasterio fue unido al de Santa Justina de Padua.

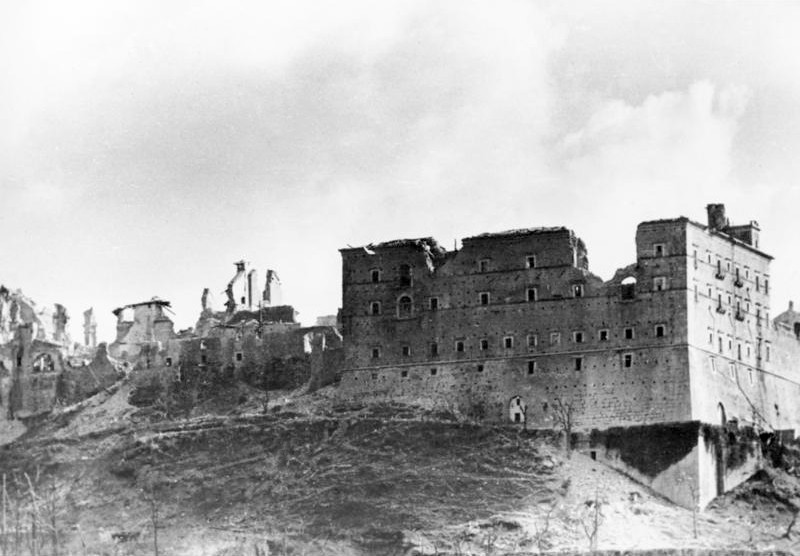
Montecasino en ruinas después del bombardeo aliado, en febrero de 1944.

El lugar fue saqueado por las tropas de Napoleón en 1799, y desde la disolución de los monasterios italianos en 1866, Montecassino se convirtió en un Monumento Nacional. Se produjo una destrucción final el 15 de febrero de 1944 cuando, durante las cuatro batallas de Montecassino, desde enero hasta mayo de 1944, el edificio entero fue pulverizado en una serie de asaltos aéreos del ejército aliado. La abadía fue reconstruida después de la guerra, financiada por el Estado italiano. El papa Pablo VI volvió a consagrarla en 1964.

## Tesoros
Los archivos, además de un vasto número de documentos relacionados con la historia de la abadía, contienen unos 1400 irremplazables códices manuscritos, sobre todo históricos. Por la gran previsión del teniente Julius Schlegel (oficial católico nacido en Viena) y el capitán Maximilian Becker (quien era protestante), ambos pertenecientes a la División Hermann Göring, estas obras, así como otras obras de arte que se encontraban allí, por ejemplo obras de Da Vinci, Tiziano o Rafael, fueron todas transferidas al Vaticano al comienzo de la batalla. En agradecimiento, los monjes celebraron una misa especial.